# معركة ألادزها
كانت معركة ألادزها معركة رئيسية في حملة القوقاز للحرب الروسية العثمانية 1877-1878. اخترقت القوات الروسية دفاعات القوات العثمانية المتواجدة على مرتفعات ألادزها، مما سمح لها بأخذ زمام المبادرة وبدء حصار كارس.